# Калиник Стаматиадис
Калиник Стаматиадис (на гръцки: Καλλίνικος Σταματιάδης, Калиникос Стаматиадис) е гръцки духовник и революционер, архимандрит на Вселенската патриаршия от XIX век.

## Биография
Роден е в 1792 година в тасоското село Казавити, тогава в Османската империя, в семейството на заможни селяни. Къщата му в долната махала на селото е запазена и до днес. На девет години замиава за Света гора, зада учи в Атонската академия. Остава там дванадесет години до 1813 година. В академията получава високо образование и възприема революционните идеи за освобождението на Гърция. Влиза във Филики Етерия и участва в подготовката на въстание на Халкидика и Тасос. Калиник се движи между Тасос, Света гора и Касандра и развива революционна дейност. Той привлича към Филики Етерия бъдещия лидер на въстанието на Тасос Хаджи Георгис Метаксас. За приноса му за освобождението на Гърция, след създаването на свободната гръцка държава, на 13 май 1844 година крал Отон I Гръцки му връчва сребърно отличие.
След въстанието, в 1830 година Калиник Стаматиадис е свещеник в Сярската митрополия. Игуменът на Великата Лавра Гавриил го убеждава да се върне на Света гора и да стане свещеник във Великата Лавра. Скоро обаче старейшините на манастира го избират да замине да служи в гръцката община в австрийската столица Виена. В гръцката църква „Свети Георги“ служи осем години и развива широка духовна и просветна дейност. В 1838 година по здравословни причини заминава за Атина и започва да преподава в девическо училище. На следната 1839 година заминава като учител в Гония на Крит. След избухването на Критското въстание в 1841 година, се връща в Атина. В Атина служи няколко месеца в „Света Богородица Капникареа“ и две години в „Св. св. Теодор Тирон и Теодор Стратилат“. В 1844 година с архимандрит Поликарп и членове на руското посолство посещава руски параход на Света гора.
В Карея Калиник поема ръководството на западналата Атонска академия. Ръководи училището три години, като се сблъсква с ръководствата на манастирите, които се опитват да се намесват в училищните дела. В края на 1847 година Калиник напуска Света гора и стига до Атина, откъдето през март 1848 година е изпратен за свещеник на гръцката църква „Преображение Господне“ в Мюнхен, в който една от най-значимите гръцки общности в чужбина. Калиник е шести поред архимандрит на мюнхенската гръцка община, като развива широка културна и образователна дейност. Калиник успява да отблъсне желанията на мюнхенските протестанти, които на фона на антигръцките настроения след изгонването на крал Отон от Гърция, се опитват да накарат баварския крал да им даде гръцката църква. Също така успява да ремонтира храма в 1861 година и да издейства от 1865 година издръжката на храма да се поеме от гръцкото правителство. Калиник успява да възроди и гръцкото учебно дело в града.
За широката му дейност в Бавария в 1856 година крал Отон му връчва Сребърен кръст на кралските рицари на Христос. През 1863 година архимандрит Калиник е отличен от Александър II Руски с Орден „Света Ана“ II степен.
Умира в Мюнхен през април 1877 година.